# Prostemma
Prostemma is een geslacht van wantsen uit de familie sikkelwantsen (Nabidae). Het geslacht werd voor het eerst wetenschappelijk beschreven door Laporte in 1832.

## Soorten
Het genus bevat de volgende soorten:

- Prostemma aeneicolle Stein, 1857
- Prostemma albimacula Stein, 1857
- Prostemma antipodes Kerzhner, 1990
- Prostemma australicum Kerzhner & Strommer, 1990
- Prostemma bicolor Rambur, 1839
- Prostemma carduelis Dohrn, 1858
- Prostemma concinnum Walker, 1873
- Prostemma fasciatum (Stal, 1873)
- Prostemma guttula (Fabricius, 1787)
- Prostemma hilgendorfii Stein, 1878
- Prostemma kiborti Jakovlev, 1889
- Prostemma oeningensis Heer, 1853
- Prostemma reuteri Kerzhner, 1990
- Prostemma sanguineum (Rossi, 1790)
- Prostemma walkeri Kerzhner & Strommer, 1990